# Tommy Gemmell
Thomas Gemmell, detto Tommy (Motherwell, 16 ottobre 1943 – Glasgow, 2 marzo 2017), è stato un calciatore scozzese, di ruolo terzino.

## Carriera
Ritenuto tra i migliori della storia del Celtic, Gemmell ricopriva il ruolo di terzino sinistro. Le sue principali caratteristiche erano il tiro molto potente, il fallo tattico e l'abilità nel battere i calci di rigore. Nella sua lunga militanza con la maglia dei Bhoys biancoverdi, Gemmell ha totalizzato 64 reti in 418 presenze; ha battuto 34 rigori sbagliandone solamente 3. Fu un pilastro del Celtic, squadra che vinse la Coppa dei Campioni 1966-1967. In questa edizione della competizione segnò 4 reti, tra cui il gol del pareggio nella finale vinta 2 a 1 contro l'Inter. Gemmell segnò anche nella finale dell'edizione 1969-1970, persa contro il Feyenoord dopo i tempi supplementari. Detiene tuttora - insieme a Phil Neal - il titolo di unico britannico ad aver segnato in due diverse finali della Coppa dei Campioni. Nel suo palmarès figurano 6 campionati scozzesi, 3 coppe di Scozia e 5 coppe di Lega scozzese. La sua attività in Nazionale scozzese ebbe inizio il 2 aprile 1966 - all'Hampden Park di Glasgow - in una partita persa 4-3 contro i rivali dell'Inghilterra nel Torneo Interbritannico. L'anno seguente prese parte alla famosa vittoria scozzese ai danni dell'Inghilterra in una partita valida per la qualificazione al campionato d'Europa 1968 (3-2). Segnò il suo primo e unico gol internazionale in data 17 maggio 1969, in una straripante vittoria casalinga sul Cipro (8-0), valida per la qualificazione al campionato del mondo 1970. L'ultima partita da lui giocata con la maglia scozzese è datata 3 febbraio 1971, persa 3-0 in casa del Belgio, e valida per la qualificazione all'campionato d'Europa 1972. La sua carriera internazionale si concluse con 18 presenze, una rete ed una espulsione. Ritiratosi dal calcio giocato a 33 anni, Gemmell si è poi dedicato per brevi periodi all'attività di allenatore: Dundee (1977-1980) ed Albion Rovers (1986-1987 e 1993-1994).
Nel 2002 è stato inserito nella Miglior formazione di sempre del Celtic votata dai tifosi; nel 2006 è stato introdotto nella Hall of Fame del calcio scozzese.

## Palmarès

### Giocatore

#### Competizioni nazionali
- Campionato scozzese: 5

Celtic: 1965-1966, 1966-1967, 1967-1968, 1968-1969, 1969-1970
- Coppa di Scozia: 4

Celtic: 1964-1965, 1966-1967, 1968-1969, 1970-1971
- Coppa di Lega scozzese: 5

Celtic: 1965-1966, 1966-1967, 1967-1968, 1968-1969, 1969-1970

#### Competizioni internazionali
- Coppa dei Campioni: 1

Celtic: 1966-1967